# Ichthyornithidae
De Ichthyornithidae zijn een familie van uitgestorven vogels die bekend zijn van fossielen uit lagen van het Santonien tot het eind van het Maastrichtien. Een typisch kenmerk van deze familie is dat de vogels nog tanden hadden. Anders dan de Hesperornithiformes maar net als bij de Enantiornithes waren de vleugels bij de leden van de Ichthyornithidae volledig ontwikkeld en waren het goede vliegers.
De familie werd in 1873 door Othniel Charles Marsh benoemd om de in 1872 benoemde Ichthyornis een plaats te geven. Dit was het typegeslacht omdat het het eerst ontdekte en lange tijd ook het enige geslacht van de familie was. Uiteindelijk kreeg de familie meer leden zoals Ambiortus en Apatornis, maar deze bleken later nauwer verwant aan Gansus en werden dus buiten de Ichthyornithidae geplaatst.
Sinds 2002 heeft de Ichthyornithidae een mogelijk nieuw lid uit Nederland. Dit in Limburg gevonden lid is nog niet benoemd en was de eerste vondst van de Ichthyornithidae uit Europa op enkele mogelijke resten van een Ichthyornis dispar uit Roemenië na. Verder was het opvallend dat dit een vondst uit het Maastrichtien was. Ichthyornis zelf was voorheen alleen bekend van fossielen van lagen uit het Santonien tot het Campanien. Sommige onderzoekers hebben betwijfeld of de beperkte resten werkelijk van een ichthyornithide zijn.